# タンノイ
タンノイ（Tannoy Ltd. ）は、ガイ・ルパート・ファウンテン（Guy Rupert Fountain 1901年-1977年12月10日）が創業したイギリスのスピーカーメーカーである。本社はスコットランドノース・ラナークシャーコートブリッジにある。

## 社名
当初の主力製品であった整流器にタンタルと鉛合金（allOY of Lead ）が使用されていたことから、この二つを結び付けた造語である。

## 歴史
- 1926年 - 前身のタルスメア・マニュファクチュアリング（Tulsemere Manufacturing Company ）がロンドンにて創業。当初はラジオ関連の部品などを扱っていた。
- 1932年3月10日 - タンノイの商標を登録。ガイ・R・ファウンテン（Guy R. Fountain Limited ）に社名変更。
- 1933年 - スピーカーの部門に進出し、高い評価を得た。当初はマグナボックス製ウーファーを使用していた。
- 1936年 - ウーファーも自社で製造するようになった。
- 1947年 - ウーファーの中央にツイーターがはめ込まれたように組み合わされ、位相も合わされた同軸2ウェイ式[1]ユニットであるデュアル・コンセントリック(Dual Concentric)が開発され、以後代表的な製品となった。後、この初代ユニットは「モニターブラック」と通称された。
- 1953年 - アルニコマグネットを採用した直径15インチのスピーカーユニットであるLSU/HF/15が開発製造される。磁気回路カバーの色が銀だったため「モニターシルバー」と通称された。またこのユニットを搭載したスピーカー、オートグラフが発売された。
- 1956年 - ユニットの設計が変更され、磁束密度の向上と最大入力向上が図られた。またこれまでも存在した15インチユニットに加え、一回り小型の直径を12インチに縮小したユニットが併売されるようになった。正式名称はそれぞれモニター15とモニター12、形式名はそれぞれLSU/HF15とLSU/HF12であるが、ユニットの磁気回路カバーの色が赤に変わったため「モニターレッド」と通称された。同時に、III-LZというモニター12をさらに縮小した10インチユニットも発売された。
- 1958年 - シュリロ・トレーディングが日本輸入代理店となる。
- 1967年 - トランジスタアンプ対応として、各ユニットの入力インピーダンスが16Ωから8Ωに変更された。形式名は15インチユニットがLSU/HF15G、12インチユニットがLSU/HF12Gであるが、ユニットの磁気回路カバーの色が金に変わったため「モニターゴールド」と通称された。モニターゴールドの10インチ版とも言えるIII-LZGも発売された。
- 1974年 - 工場で火災が発生、音質の要であったコーン紙工場が全焼。再起不能かと言われたが、薄手の西ドイツ・クルトミューラー社製コーン紙を使用できるように再設計された新型ユニットHPD(High Performance Dual concentric)シリーズを開発。この頃、社主であるガイ・ルパート・ファウンテンが心臓を患い引退を決意、JBLを傘下に持つアメリカのハーマン・インターナショナルに会社を売却した[2]。その後、1977年頃発売された通称ABCDEシリーズ[3]の商業的成功で持ち直した。70年代には工場をロンドンからコートブリッジへと移転している。
- 1976年 - ティアックが日本輸入代理店となり大々的に輸入が開始される。
- 1979年 - ザイールの内戦でアルニコマグネットの主原料であるコバルトの国際価格が急騰、入手難となり、マグネットをアルニコからフェライトに変更した。
- 2002年 - デンマークのTCグループ（英語版）の傘下となる。
- 2015年 - TCグループが Misic Group(2017年に「Music Tribe」と改名)に買収され、タンノイも、その一員となる。

## 製品

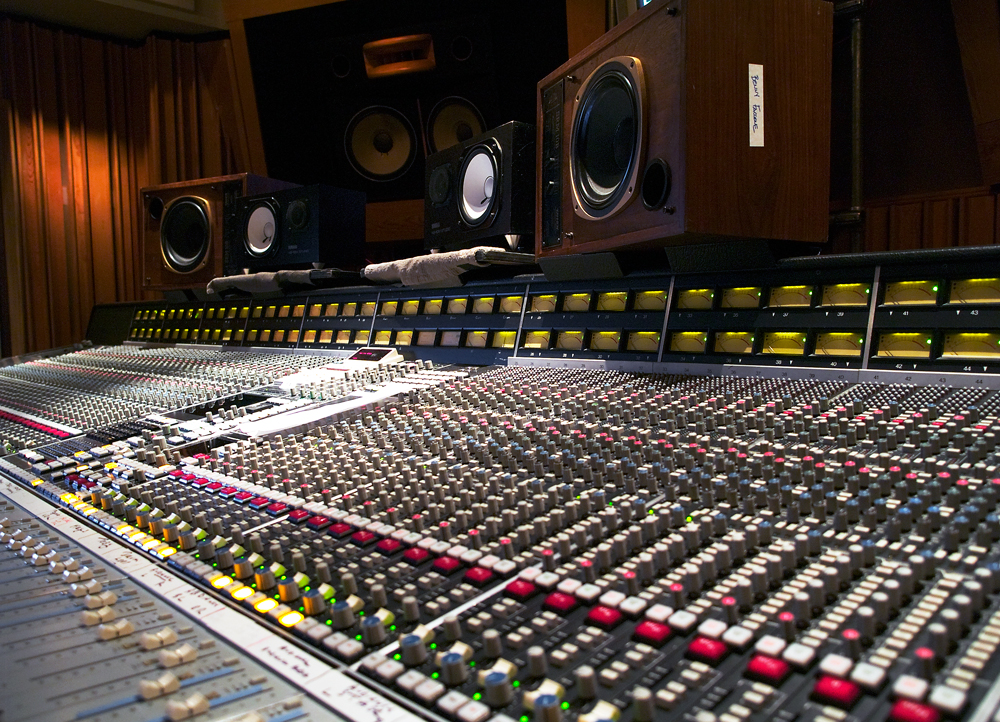
TANNOY SRM (Super Red Monitor) 10B

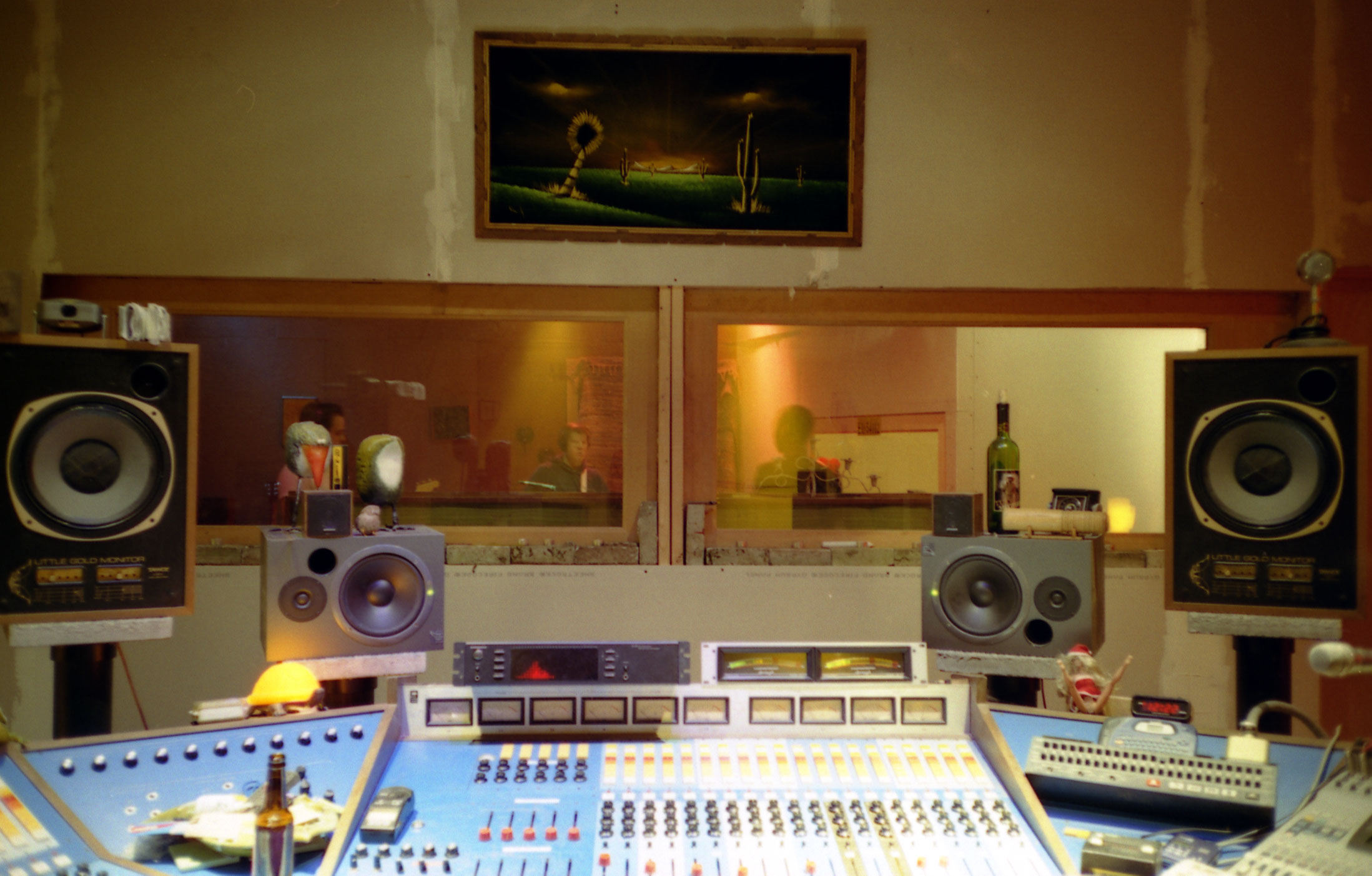
TANNOY LGM (Little Gold Monitor)

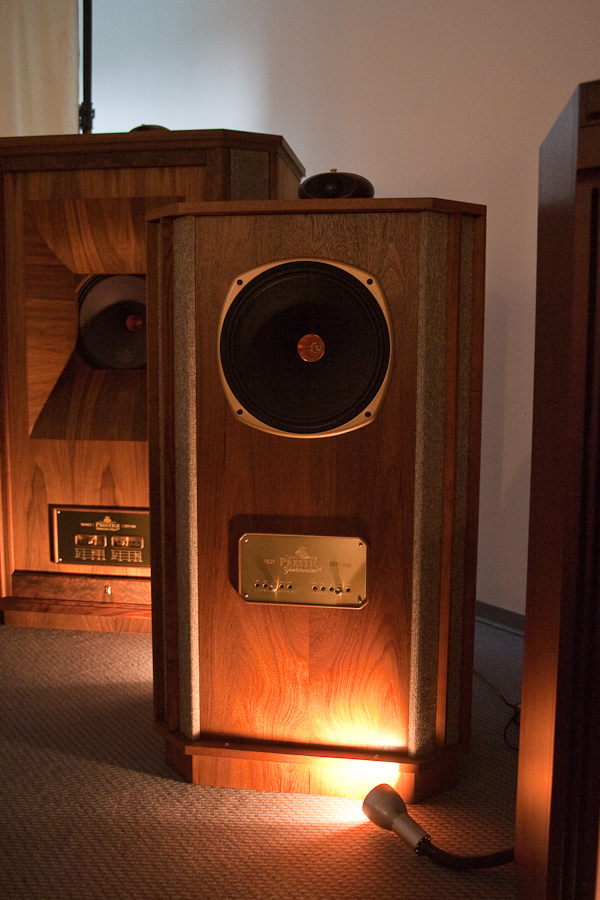
Tannoy Yorkminster SE

日本においては長年に渡りフラッグシップモデルであったオートグラフを筆頭に「いぶし銀のような」と評された独特の音質によって音楽愛好家の支持を集め、アルテックから独立して創業し3ウェイステレオスピーカーシステムの傑作D44000パラゴン（1957年 - 1983年）によってステレオLPレコード発売以降以降熱烈な支持を集めたJBLと共に長らく輸入スピーカーブランドの双璧をなした。
高級機種は一貫して同軸2ウェイ式ユニットを用い、ウォルナットなどのリアルウッドパネルで組み立てたエンクロージャに収めたものを発表し続けている。
その一方で、マーキュリー(Mercury)シリーズなどのホームシアター用途向けを含む下位機種各シリーズや、STUDIOシリーズなどの録音スタジオ向けモニタースピーカーをはじめとする業務用スピーカー各機種では、同軸構造ではない通常の2ウェイユニットを採用し、あるいはエンクロージャ構成部材にMDFを多用するなど、より安価で一般的・現代的な構造の機種を開発・販売している。

### 15インチコアキシャルユニット搭載モデル
ユニット径は38cm。
- オートグラフ（Autograph 、1953年発売） - 非常に複雑な3ホーン式コーナー設置型スピーカー[4]。オーディオマニアとしても有名な小説家の五味康祐が愛用したことでも知られ、特に日本や日本のオーディオ雑誌の影響下にあった国々のオーディオマニアの憧れの的であった。エンクロージャ正面のグリルは下部の木ネジでつけ外しするようになっている。設計はガイ・ルパート・ファウンテンとチーフエンジニアのロナルド・ヘイスティング・ラッカムによって行われた。初期型に使用されたユニットはLSU/HF/15で、1956年LSU/HF15、さらにLSU/HF15Gに切り替えられた。オリジナルモデルは1974年の火災で製造中止されたが、ユニットをHPD385/HPD385AとしたレプリカモデルをティアックがTANNOYから許諾を受けた上で1976年から1983年まで生産した。2001年に限定モデル「オートグラフ・ミレニアム」が販売された。製品名のオートグラフは品質保証としてのガイ・ルパート・ファウンテン自身の署名(Autograph)」に由来する。
- G.R.F.（G.R.F. 、1955年発売） - オートグラフと同様に折りたたまれた非常に複雑なバックローデッドホーンを持つコーナー設置型スピーカー。ただし小形化が図られ、フロントホーンが省略されている。設計はガイ・ルパート・ファウンテンとロナルド・ヘイスティング・ラッカム。初期型に使用されたユニットはLSU/HF/15で、1956年LSU/HF15に、さらにLSU/HF15Gに切り替えられた。オリジナルモデルは1974年の工場火災で製造中止されたが、ユニットをHPD385/HPD385Aとしたレプリカモデルを1976年からティアックが生産した。製品名はガイ・ルパート・ファウンテンの名の頭文字に由来する。
- レクタンギュラーヨーク（Rectangular York ） - バスレフ構造の角型フロアスピーカー。使用ユニットは当初LSU/HF15Gであったが、1974年HPD385に切り替えられた。
- レクタンギュラーG.R.F.（Rectangular G.R.F. ） - G.R.F.をコーナー設置型から角型に変更、バックローデッドホーンも簡略化したモデル。ユニットはLSU/HF12G。15インチモデルもある。
- アーデン（Arden ） - バスレフ構造の大型フロアスピーカー。使用ユニットはHPD385A。
- アーデンMk-II（Arden Mk-II 、1979年発売） - アーデンの使用ユニットをアルニコマグネットの入手難でフェライトマグネットを使用する3828に変更したもの。後さらにD386に変更された。
- バークレー（Berkeley ） - アーデンより一回り小さいバスレフ構造のフロアスピーカー。使用ユニットはHPD385A。
- バークレーMk-II（Berkeley Mk-II 、1979年発売） - バークレーの使用ユニットをアーデンMk-IIと同様の事情で3828に変更したもの。後さらにD386に変更された。
- GRFメモリー（GRF Memory 、1981年発売） - 左右の角を落とした特徴的な形状のバスレフ構造エンクロージャを備えるフロアスピーカー。使用ユニットは3839M。ガイ・ルパート・ファウンテンの没後、残されていたスケッチを基にロナルド・ヘイスティング・ラッカムらによって設計された。製品名はこの開発経緯に由来し、エンクロージャ前面のネットワークプレートにはラッカムによるガイ・ルパート・ファウンテンへの献辞が刻印されている。
- ウェストミンスター（Westminster 、1982年発売） - 全長3mにおよぶ複雑に折りたたまれたバックローデッドホーンを備える、オールホーン構造の大型フロアスピーカー。
- ウェストミンスター・ロイヤル（Westminster Royal 、1989年発売） - ウェストミンスターを改良した上位機種。ケースのホーン構造が見直され、バイワイヤリング入力に対応しネットワークが改良されるなど、様々なリファインが施された。
- FSM（FSM 、1985年発売） - 製品名は「ファイン・スタジオ・モニター」の意。コアキシャル2ウェイ38cmユニットと38cmウーファー搭載。2ウェイ動作と3ウェイ動作を切り替え可能。
- インパルス15（Impulse15 、1985年発売）
- SYSTEM215 - STUDIOシリーズと命名された業務用モニタースピーカーシリーズの最上位。FSMと同様に15インチ同軸2ウェイユニットと15インチウーファーを搭載する。バイワイヤリング対応。
- SYSTEM15 - STUDIOシリーズ。バイワイヤリング対応。

### 12インチコアキシャルユニット搭載モデル
ユニット径は30cm。
- チェビオット（Chebiot ） - バスレフ構造のフロアスピーカー。使用ユニットはHPD315A。
- デヴォン（Devon 、1977年発売） - バスレフ構造のブックシェルフスピーカー。使用ユニットはHPD315A。
- エジンバラ（Edinburgh 、1982年発売） - バスレフ構造のフロアスピーカー。前年のGRFメモリーに準じた意匠のエンクロージャを備える。使用ユニットは3149。
- インパルス12（Impulse12 、1985年発売）
- SYSTEM12 - STUDIOシリーズ。バイワイヤリング対応。

### 10インチコアキシャルユニット搭載モデル
ユニット径は25cm。
- IIILZ（IIILZ in Cabinet 、1961年発売） - バスレフ構造のブックシェルフスピーカー。当初の使用ユニットは当初III-LZだったが1974年にHPD295に変更され、チャーヴェニング(Chevening)と命名された。
- イートン（Eaton 、1977年発売） - チャーヴェニングよりも一回り小さいバスレフ構造のブックシェルフスピーカー。 使用ユニットはHPD295A。
- チェスター（Chester 、1979年発売） - イートンの後継となるバスレフ構造のブックシェルフスピーカー。ただし使用ユニットがフェライトマグネットモデルに変更されたためエンクロージャは奥行きが異なるなど同一設計ではない。使用ユニットは2528。
- SRM10B（SRM10B ） - 使用ユニットは2558。
- スターリング（Stirling 、1983年発売） - GRFメモリーやエジンバラに準じた意匠のケースを備えるバスレフ構造のブックシェルフスピーカー。使用ユニットは2558。
- SGM10B（SGM10B ） - 使用ユニットは2558R。
- インパルス10（Impulse10 、1985年発売）
- スターリングHW（Stirling HW 、1986年発売） - 使用ユニットは2558R。
- スターリングTW（Stirling TW 、1992年発売） - バイワイヤリングに対応した。
- スターリングTWW（Stirling TWW 、1995年発売）
- スターリングHE（Stirling HE 、1999年発売）
- SYSTEM10 - STUDIOシリーズ。バイワイヤリング対応。

### 8インチコアキシャルユニット搭載モデル
- SYSTEM8 - STUDIOシリーズ。バイワイヤリング対応。

### 5インチコアキシャルユニット搭載モデル
- CPA-5 - ICT（Induction Coupled Technology）による新設計5インチ同軸2ウェイユニットを搭載するモデル。このユニットはツイーターのための独立したボイスコイルを省略し、ツイーターのスカート部の構造と材質を工夫することでウーファーのボイスコイルに送り込まれた信号の誘導起電力によりウーファーと同じようにツイーターを駆動するという独特の仕組みとなっている。これにより、2ウェイ構成ながらクロスオーバーネットワーク不要で、しかも同軸2ウェイながら構造単純かつ耐入力も高くできるというメリットがあった。筐体は樹脂系のMLP素材を使用する。

### 一般型スピーカーユニットのみ搭載モデル

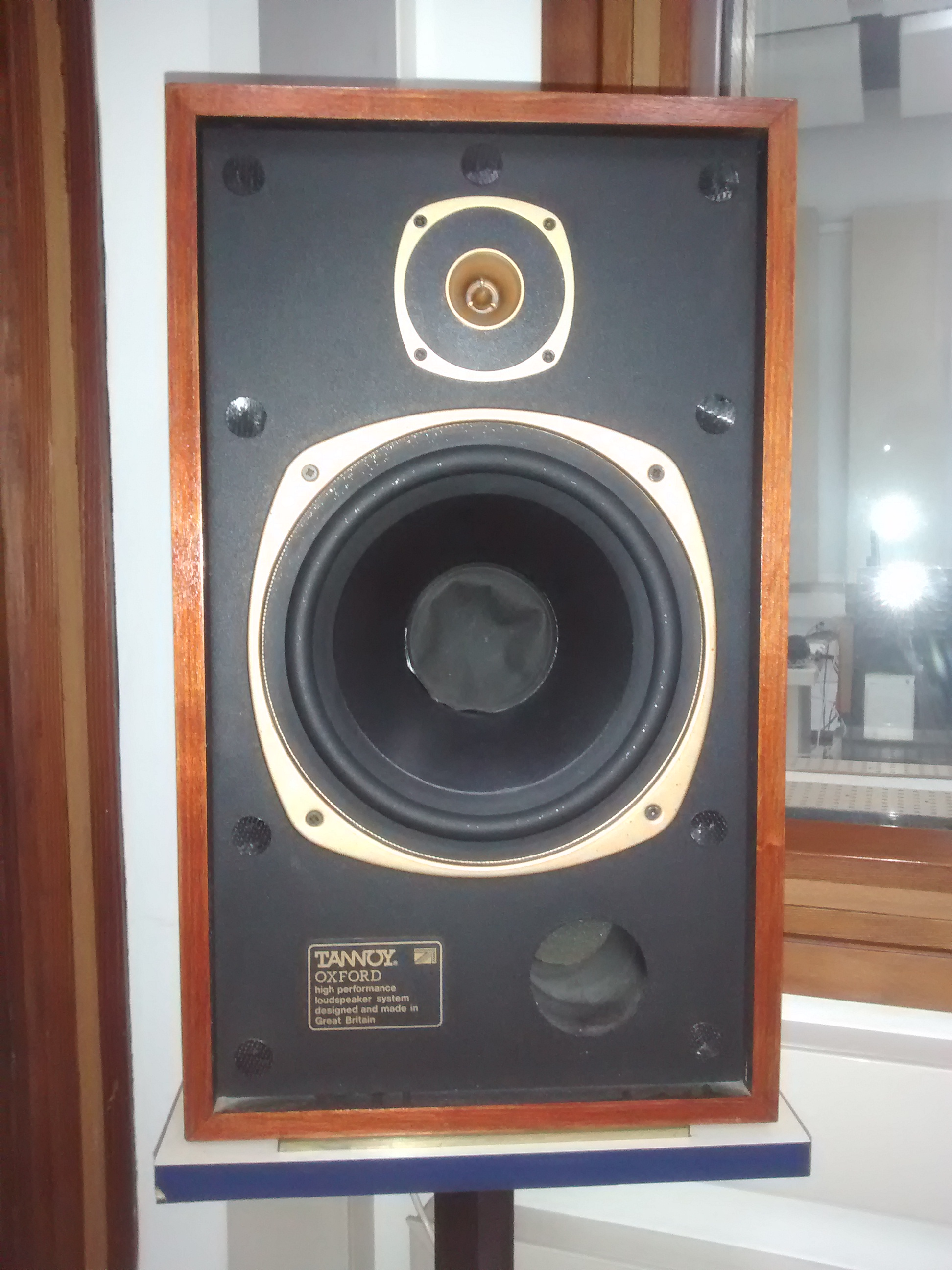
オックスフォード

- オックスフォード（Oxford ） - ホーンと29cmウーファー。
- SYSTEM2（1990年発売） - STUDIOシリーズ。2.5cmツイーターと16cmウーファーを搭載するバスレフ構造のブックシェルフスピーカー。バイワイヤリング対応。
- Mercury m1 - Mercuryシリーズ。2.5cmツイーターと13cmウーファー。
- Mercury m2 - Mercuryシリーズ。2.5cmツイーターと16cmウーファー。